# IC 2171
IC 2171 — галактика типу NF (в процесі підтвердження) у сузір'ї Великий Пес.
Цей об'єкт міститься в оригінальній редакції індексного каталогу.